# 352年
| 千纪： | 1千纪 |
| 世纪： | 3世纪 \| 4世纪 \| 5世纪                                                                                              |
| 年代： | 320年代 \| 330年代 \| 340年代 \| 350年代 \| 360年代 \| 370年代 \| 380年代                                            |
| 年份： | 347年 \| 348年 \| 349年 \| 350年 \| 351年 \| 352年 \| 353年 \| 354年 \| 355年 \| 356年 \| 357年                      |
| 纪年： | 壬子年（鼠年）；东晋永和八年；前凉建兴四十年；代国建国十五年；冉魏永兴三年；前秦皇始二年；前燕元玺元年；張琚建昌元年 |

## 大事记
- 中国
  - 冉閔攻陷襄國，將殺後趙皇帝石祗的將領劉顯勢力消滅。
  - 前燕慕容儁派廣威將軍慕容軍、殿中將軍慕輿根、右司馬皇甫真等人協助慕容評攻打冉魏攻破邺都，杀冉闵，冉魏灭亡，慕容儁稱帝。
  - 前燕南侵幽州時，據守魯口的後趙幽州刺史王午聽說冉魏滅亡，自稱安國王，同年被殺，由呂護承襲稱號並繼續據守魯口。
  - 苻健称帝，定都长安，国号秦。
  - 桓溫上表後自行率約五萬兵眾東下武昌。
  - 殷浩上表北伐，進攻許昌、洛陽，但因新歸降的張遇 在許昌據城叛變，無功而返。
  - 前秦 大將軍、冀州牧張平轉降前燕，前燕慕容儁任命張平為并州刺史，張平又投靠前秦。

## 逝世
- 劉顯，五胡十六國時期後趙將領，後稱帝于襄國，稱帝次年被冉閔所殺。
- 冉閔，五胡十六國時期後趙君主石虎的養孫，冉魏的君主。
- 王午，五胡十六国军事人物。
- 姚弋仲，五胡十六國時期南安羌族酋長，先後降於前趙、後趙及東晉，後秦開國君主姚萇之父。